# Elmo Lincoln
Pour les articles homonymes, voir Lincoln.
Elmo Lincoln (de son vrai nom Otto Elmo Linkenhelt) est un acteur américain, d'origine allemande, né à Rochester (Indiana) le 6 février 1889 et mort le 27 juin 1952 à Los Angeles (Californie).
Il débuta à l'écran sous la houlette de D. W. Griffith avec lequel il tourna plusieurs films dont Naissance d'une nation. C'est en 1918 qu'il devient le premier Tarzan de l'écran dans le film de Scott Sidney, Tarzan chez les singes (Tarzan of the Apes).
Il reprendra le personnage dans quelques films, puis continuera d'apparaître durant le parlant dans des rôles secondaires jusqu'à sa mort en 1952 d'une crise cardiaque.

## Filmographie partielle
- 1913 : Pendant la bataille (The Battle at Elderbush Gulch) de D. W. Griffith
- 1914 : Judith de Béthulie (Judith of Bethulia)
- 1915 : Jordan Is a Hard Road
- 1915 : Naissance d'une nation (The Birth of a Nation)
- 1915 : A Bad Man and Others
- 1915 : Her Shattered Idol
- 1915 : The Slave Girl de Tod Browning
- 1916 : Hoodoo Ann
- 1916 : Children of the Feud
- 1916 : The Fatal Glass of Beer de Tod Browning
- 1916 : Intolérance (Intolerance : Love's Struggle Throughout the Ages)
- 1916 : Gretchen the Greenhorn
- 1917 : Le Mauvais Garnement (The Bad Boy) de Chester Withey
- 1917 : Aladin (Aladdin and the Wonderful Lamp)
- 1918 : Une fleur dans les ruines (The Greatest Thing in Life) de D. W. Griffith
- 1918 : Tarzan chez les singes (Tarzan of the Apes)
- 1918 : The Kaiser, the Beast of Berlin de Rupert Julian
- 1918 : Le Roman de Tarzan (The Romance of Tarzan)
- 1921 : Les Nouvelles Aventures de Tarzan (The Adventures of Tarzan)
- 1922 : Le Bac tragique (Quincy Adams Sawyer) de Clarence G. Badger
- 1923 : Le Roman d'une reine (Rupert of Hentzau) de Victor Heerman
- 1923 : Notre-Dame de Paris (The Hunchback of Notre Dame)
- 1939 : Pacific Express (Union Pacific)
- 1939 : La Glorieuse Aventure (The Real Glory)
- 1939 : Sous le ciel du Colorado (Colorado Sunset) de George Sherman
- 1939 : Quasimodo (The Hunchback of Notre Dame) de William Dieterle
- 1942 : Les Naufrageurs des mers du Sud (Reap the Wild Wind) de Cecil B. DeMille
- 1942 : Les Aventures de Tarzan à New York (Tarzan's New York Adventure)
- 1944 : L'Odyssée du docteur Wassell (The Story of Dr. Wassell)
- 1946 : La Ville des sans-loi (Badman's Territory) de Tim Whelan
- 1946 : Cœur de gosses (Rolling Home) de William Berke
- 1947 : Othello (A Double Life) de George Cukor
- 1952 : Un amour désespéré (Carrie) de William Wyler